# Slaveevo, Haskovo
Slaveevo (în bulgară Славеево) este un sat în comuna Ivailovgrad, regiunea Haskovo,  Bulgaria. 

## Demografie
Componența etnică a satului Slaveevo
     Bulgari (49,32%)
     Nicio identificare (45,29%)
     Altele (5,38%)
La recensământul din 2011, populația satului Slaveevo era de 223 locuitori. Nu există o etnie majoritară, locuitorii fiind  și bulgari (49,32%). Pentru 45,29% din locuitori nu este cunoscută apartenența etnică.